# جستجو (مجموعه تلویزیونی)
جستجو نام یک مجموعهٔ تلویزیونی ایرانی به کارگردانی محمدرضا ممجد است که در سال ۱۳۶۷ تولید و از برنامه کودک و نوجوان شبکه ۱  پخش گردید.

## خلاصه داستان
این مجموعه تلویزیونی درباره مبارزه تعدادی نوجوان با حکومت پهلوی است، در حالیکه پدر یکی از آن‌ها با بازی کاظم افرندنیا از ماموران ساواک می‌باشد.

## بازیگران و عوامل تولید
کاظم افرندنیا
گیتی ساعتچی
اکبر دودکار
عنایت بخشی
نعمت گرجی
محمد ابهری
مهری ودادیان
حسین شهاب
رحمان مقدم
محمد کیانی
سیروس اعوانی
هدایت اله نوید 
ملیحه اکبری

### عوامل تولید
- کارگردان: محمدرضا ممجد
- تهیه‌کننده:
- فرمت تصویر: ویدئویی
- مدت زمان: ۱۶۷ دقیقه
- محصول: گروه جنگ شبکه ۱
- سال تولید: ۱۳۶۷